# گمینا بیلاوه
گمینا بیلاوه (به لهستانی:  Gmina Bielawy) یک گمینا در لهستان است که در شهرستان وویچ واقع شده‌است. گمینا بیلاوه ۱۶۴٫۰۱ کیلومتر مربع مساحت و ۵٬۹۹۲ نفر جمعیت دارد.